# Mościska Drugie
Mościska Drugie (ukr. Мостиська Другі, Mostyśka Druhi, hist. Mazury) – wieś na Ukrainie, w obwodzie lwowskim, w rejonie jaworowskim. W 2001 roku liczyła 965 mieszkańców.
Do 2020 w rejonie mościskim.